# Mucolipidose II
Doença de célula I (Mucolipidose II) é uma doença de sobrecarga lisossomal autossômica recessiva por deficiência de N-acetilglucosaminil 1-fosfotransferase, provocando o endereçamento deficiente de muitas enzimas lisossomais. Essa enzima está envolvida no processamento pós-traducional das enzimas lisossomais, no complexo de Golgi. Sem esta etapa do processamento, os resíduos de manose das pré-enzimas lisossomais não são fosforilados e, com isto, não são reconhecidos pelos receptores específicos, que deveriam empacotá-los em vesículas pré-lisossomais. As enzimas que não possuem a manose-6-fosfato são conduzidas, através da via secretora, para fora da célula.
Isso resulta em duas características observadas nos pacientes que apresentam esta doença. Primeiro, há uma alta concentração das hidrolases lisossomais no plasma, resultado da secreção constitutiva desta enzima, como detalhado acima. Segundo, sem as enzimas lisossomais, os vários produtos destinados à digestão intracelular ficam acumulados nos lisossomos, formando grandes corpos de inclusão na célula (o que garantiu o nome que recebe esta doença). Vários aspectos relacioados à biogênese dos lisossomos, principalmente a caracterização do processo de formação da manose 6-fosfato e dos seus receptores, puderam ser observados com o estudo in vitro de fibroblastos de pacientes portadores desta doença. Embora esta doença se manifeste claramente neste tipo celular e atinja principalmente os tecidos conjuntivos, os hepatócitos, dentre outras células, apresentam lisossomos funcionais, contendo todas as suas hidrolases. Isto sugere a existência de um mecanismo de endereçamento independente de manose-6-fosfato que ainda não é conhecido. 
1. ↑  CARVALHO, Hernandes F.; RECCO-PIMENTEL, Shirlei M. Lisossomos, In, A Célula. 2ª edição. 2007, p.156.